# Williamsport (Ohio)
Williamsport és una població dels Estats Units a l'estat d'Ohio. Segons el cens del 2000 tenia 1.002 habitants.

## Demografia
Segons el cens del 2000, Williamsport tenia 1.002.215.145.269 habitants, 355 habitatges, i 275 famílies. La densitat de població era de 288,7 habitants per km².
Dels 355 habitatges en un 44,8% hi vivien nens de menys de 18 anys, en un 55,8% hi vivien parelles casades, en un 19,2% dones solteres, i en un 22,3% no eren unitats familiars. En el 19,7% dels habitatges hi vivien persones soles el 9,6% de les quals corresponia a persones de 65 anys o més que vivien soles. El nombre mitjà de persones vivint en cada habitatge era de 2,78 i el nombre mitjà de persones que vivien en cada família era de 3,19.
Per edats la població es repartia de la següent manera: un 32,2% tenia menys de 18 anys, un 7,4% entre 18 i 24, un 30,6% entre 25 i 44, un 20,5% de 45 a 60 i un 9,3% 65 anys o més.
L'edat mediana era de 32 anys. Per cada 100 dones de 18 o més anys hi havia 83,5 homes.
La renda mediana per habitatge era de 31.083 $ i la renda mediana per família de 32.292 $. Els homes tenien una renda mediana de 28.333 $ mentre que les dones 25.417 $. La renda per capita de la població era de 14.115 $. Aproximadament el 20% de les famílies i el 22,7% de la població estaven per davall del llindar de pobresa.

## Poblacions més properes
El següent diagrama mostra les poblacions més properes.